# Portoviejo
Portoviejo este un oraș din Ecuador. Se află la o altitudine de 53 m deasupra nivelului mării. Are o suprafață de 47,17 km². Populația este de 244.129 locuitori, determinată în 2022, prin recensământ.